# Mare Orientale
La Mare Orientale (del llatí Mar Oriental) és una mar lunar que, encara que és una de les característiques més grans de la Lluna, és amb prou feines visible des de la Terra, a causa que es troba en el límit de la seva cara visible. La seva conca és la més circular dels mars lunars, i posseeix una vora pràcticament completa. Encara que el seu nom indica que es troba cap a l'est, es troba en realitat en l'oest lunar. Es creu que el mar va ser format en el període Imbrià inferior.

## Característiques
Té un diàmetre de 327 quilòmetres, i una àrea de 69 000 quilòmetres quadrats. El seu punt més elevat està en la part oest, amb una altura de 6 km sobre la mitjana lunar; el seu punt més baix està en el seu interior, 5 km sota la mitjana lunar.
A diferència dels altres mars, l'interior del Mare Orientale té relativament poc basalt. La col·lisió que ho va formar va donar com a resultat la formació de tres anells concèntrics. Els anells interiors són coneguts com els Montes Rook, i l'exterior com els Montes Cordillera. El diàmetre de 327 quilòmetres es refereix a la capa basàltica interior; el diàmetre de tota la conca d'impacte és de 930 km.
El material que envolta la conca és del període Imbrià Inferior, i el material interior és del període Imbrià Superior.

## Descobriment

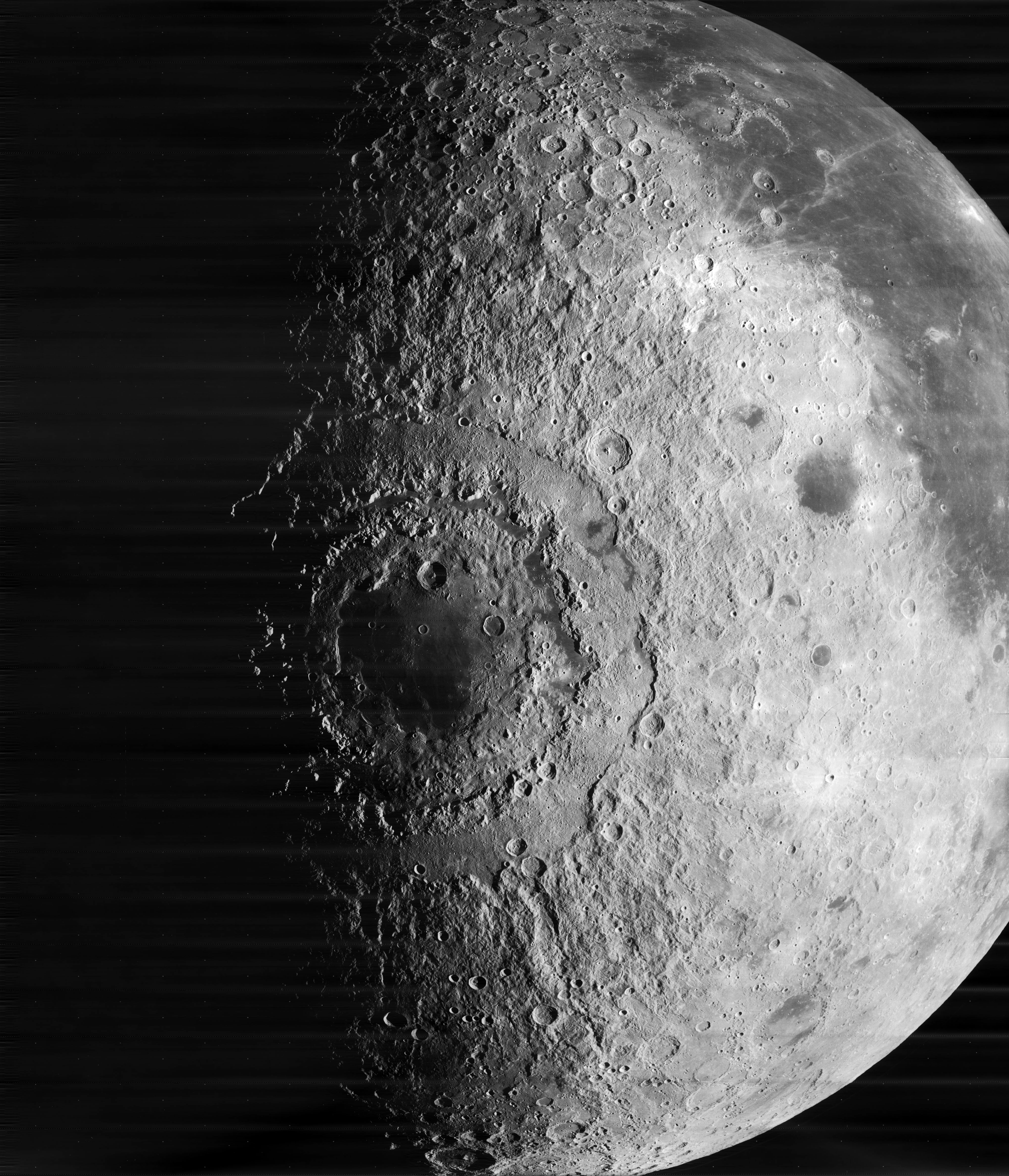
Fotografia de 1967, feta per la missió Lunar Orbiter 4 de la NASA

Es creu que va ser batejat amb el seu nom actual per l'astrònom alemany Julius Heinrich Franz en el seu llibre de 1906 Der Mond. Van existir altres reclamacions posteriors del seu descobriment: En 1937 en la revista Journal of the British Astronomical Association informa el descobriment de l'astrònom Percy Wilkins del que ell va anomenar el Mare X. Patrick Moore reclama en el seu llibre de 2001 On the Moon, haver descobert i batejat el mar el 1946.
El 1876 va existir un predescobriment del Mare. El geòleg nord-americà Nathanial Shaler, en el seu article Investigation of lunar phenomena undertaken at Harvard College Observatory in 1871, va fer l'observació que els Montes Rook havien de ser la vora d'un cràter de milers de quilòmetres de diàmetre, descrivint de manera correcta la posició i grandària aproximada de l'Orientale.
Durant la dècada de 1960, mentre l'equip de Gerard Kuiper produïa un mapa rectificat de la Lluna, projectant fotografies lunars sobre una gran esfera blanca, la naturalesa de Mare Orientale, va ser redescoberta com una gran conca d'impacte.

## Nom
Després de completar-se la missió Lunar Orbiter 4, es va discutir molt dins de la Unió Astronòmica Internacional (UAI) sobre una possible revisió de la nomenclatura lunar. Es va proposar reanomenar la conca completa com Mare Annularum (Mar Anellat), i reanomenar el mar interior com Lacus o Mare Pacificus (Mar Pacífic). El 15 de juliol de 1969, el Grup de treball sobre Nomenclatura Lunar de la UAI va resoldre mantenir el nom de Mare Orientale per a la zona central de la formació, i es va definir com Montes Rook als anells muntanyencs interiors i Montes Cordillera a l'exterior, encara que no fossin continus, doncs eren part d'una sola formació.
És destacable que al moment en què el mar va ser batejat, es considerava l'est lunar com orientat amb l'est d'un observador situat en la superfície terrestre, per la qual cosa el Mar es trobava de fet al Orient de la Lluna. Després, en 1961, la UAI va canviar la definició dels punts cardinals lunars, de manera que fossin similars als de la Terra per a un observador situat en la superfície lunar (pel que se'n diu usualment la convenció de l'astronauta). En fer això, l'est i oest lunar van intercanviar posicions, i el Mar Oriental va quedar en la vora occidental de la cara visible de la Lluna.

## Galeria

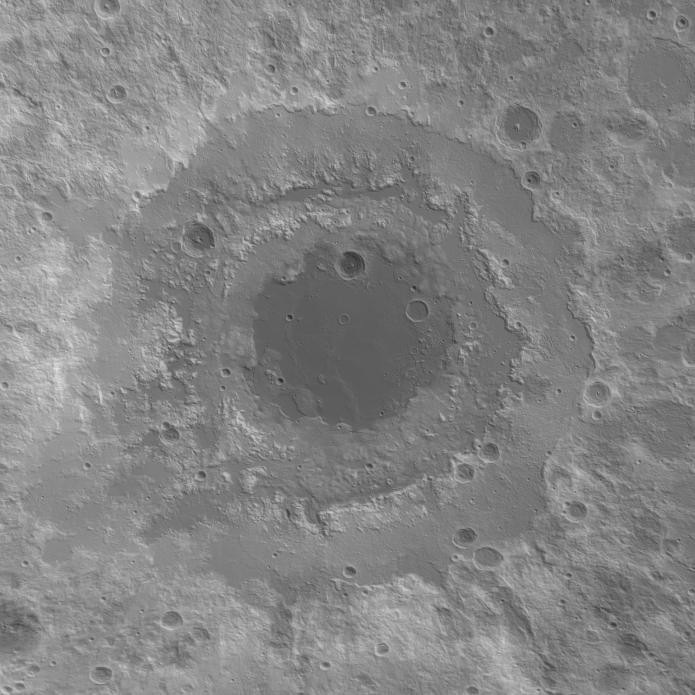
Mapa topogràfic
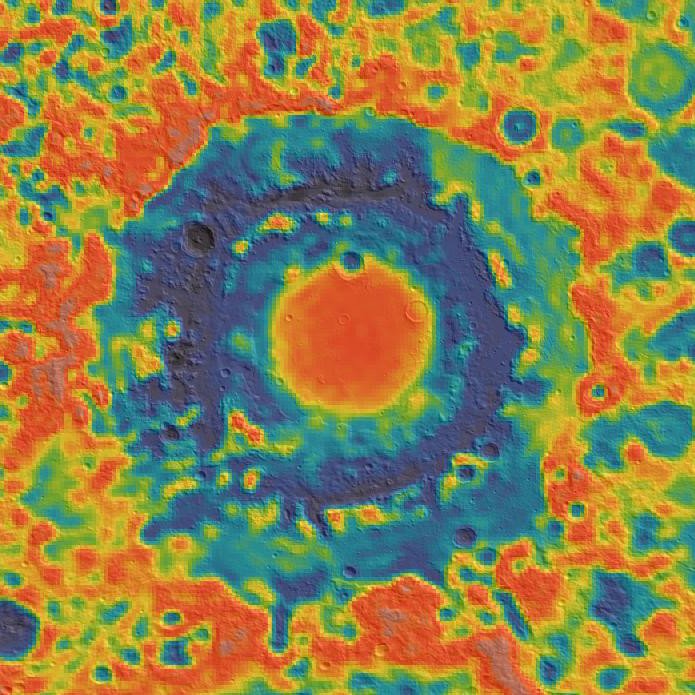
Mapa gravitatori pres pel GRAIL
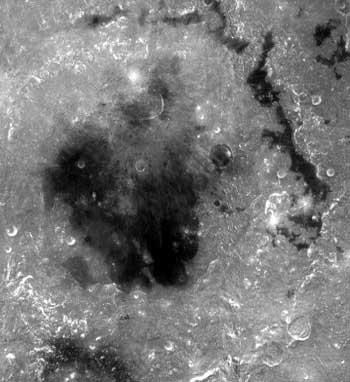
Imatge d'albedo de la conca central
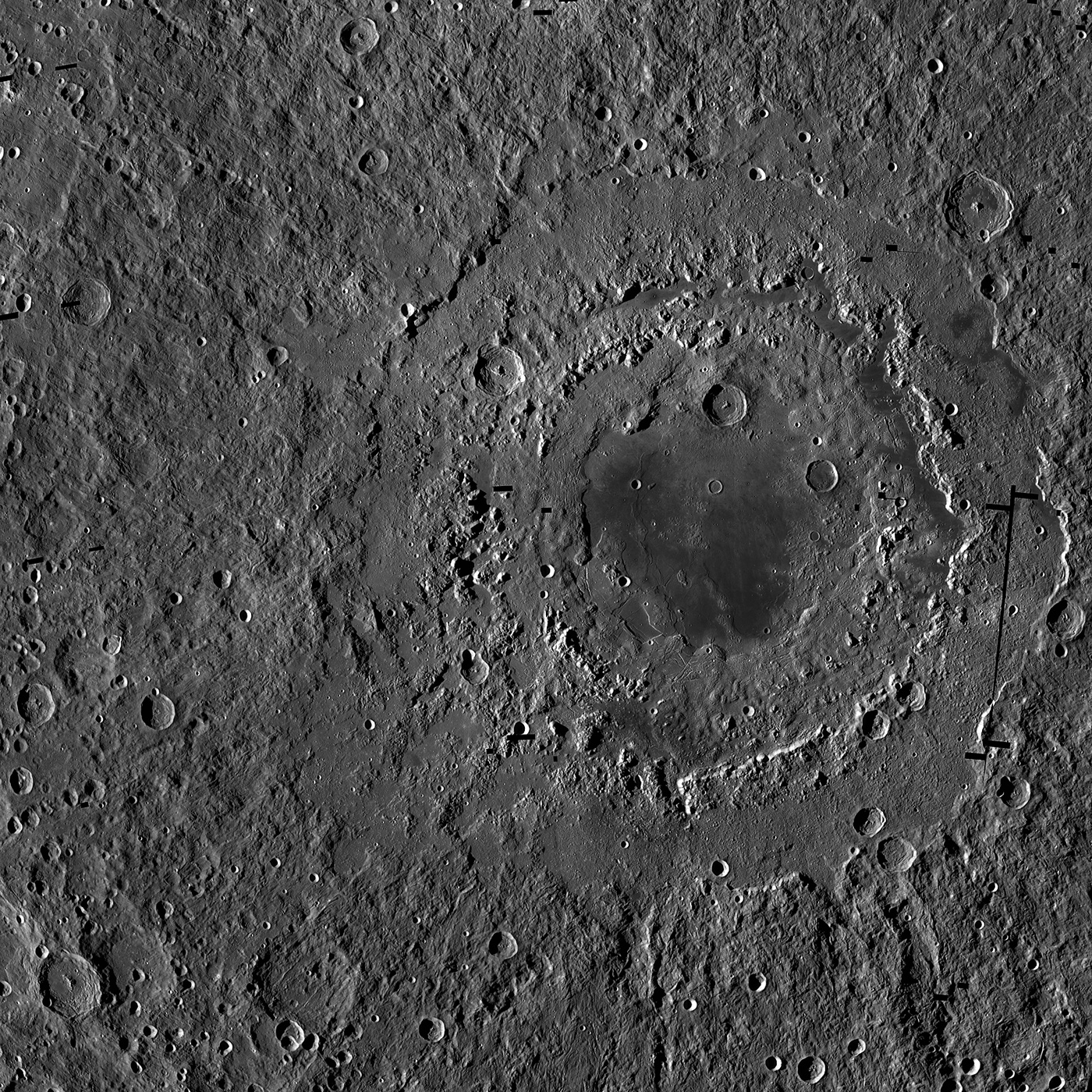
Fotomosaic del 2010 pres pel Lunar Reconnaissance Orbiter
Fotografia des de la Terra de la lluna plena amb el Mare Orientale marcat en l'extremitat
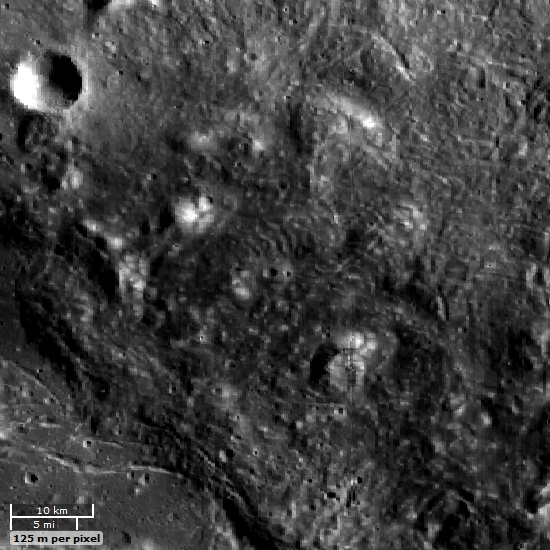
Turons en forma de cúpula a l'extrem sud de la conca del Mare Orientale, possiblement format per fluxos de lava.